# 微惑星
微惑星（びわくせい、planetesimal）とは太陽系の形成初期に存在したと考えられている微小天体である。

## 概要
現在有力と考えられている惑星形成論では、微惑星は新たに生まれた恒星を取り巻く原始惑星系円盤の中で起こる降着過程によって作られる。円盤に含まれる塵や氷の粒が衝突し、初めは静電気力によって、その後は主に重力によって互いに合体し成長して微惑星となる。微惑星の多くは最終的には激しい衝突によってばらばらに壊れるが、円盤内で最も大きないくつかの微惑星はこのような大衝突を受けても生き残り、合体を繰り返して成長を続け、やがては原始惑星や惑星になる。
微惑星 (planetesimal) という用語の定義には研究者によってややばらつきがある。小惑星や彗星のような太陽系形成期以来生き残っている天体全てを指す一般的用語として用いる場合もある一方で、直径10km程度の天体に限定して用いる場合もある。
太陽系形成初期の天体衝突が激しかった時期が終わった約38億年前頃には、太陽系のほとんどの微惑星は、木星型惑星（特に木星と海王星）から周期的に働く摂動によって軌道長半径や離心率の大きな軌道へ完全に放出されるか、あるいはより大きな天体と衝突したと一般的に考えられている。
我々の太陽系に現在も残っている微惑星の多くは小惑星帯やカイパーベルト、オールトの雲などの領域を軌道運動している。またいくつかの微惑星は惑星に捕捉されて衛星となっている。このような衛星には、火星のフォボス・ダイモスや海王星のトリトン、木星に存在する軌道傾斜角の大きな数多くの小衛星などがある。

## 太陽系外での発見
宇宙航空研究開発機構、東京大学、国立天文台の研究チームは、がか座β星の周りに、リング状に塵を撒き散らしている場所があるのを発見した。